# Sungai Lilin (Tanah Sepenggal Lintas)
Sungai Lilin is een bestuurslaag in het regentschap Bungo van de provincie Jambi, Indonesië. Sungai Lilin telt 1932 inwoners (volkstelling 2010).